# 陳本深
陳本深，字有源，浙江鄞縣（今属宁波市鄞州区）人。明朝官吏。
永樂初年，他由鄉舉入國子監，授刑部主事，隨後升為刑部員外郎。之後擔任吉安府知府，在任期間平定民變。使得吉安府上下政舉大綱，民無所白。他還整頓教育，建造學堂。英宗正統六年，他本應因為在當地任官滿九年而調任，被民眾乞留。之後因年老辭官，前後擔任吉安知府十八年。